# Одностатеві шлюби в Аргентині

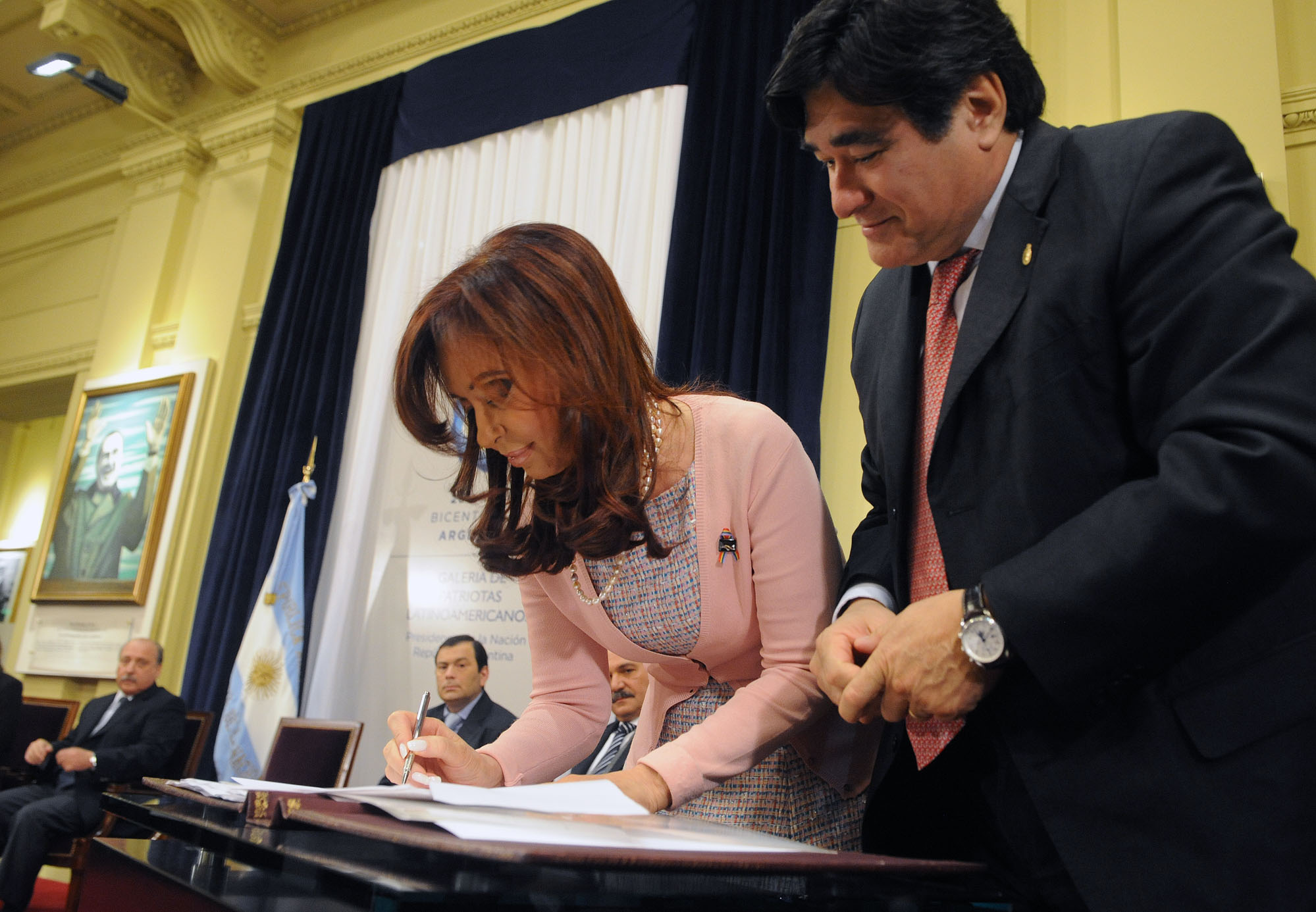
Президентка Аргентини Крістіна Фернандес де Кіршнер ставить свій підпис на законопроєкті

Право одностатевим парам ставати до шлюбу в Аргентині було надано 22 липня 2010 року, про що було оголошено в офіційному урядовому віснику.

## Історія прийняття закону
Ще у 2002 році Буенос-Айрес став першим містом Латинської Америки, що легалізувало одностатеві цивільні союзи. Потім до нього приєднались ще чотири аргентинських міста. У серпні 2008 року на федеральному рівні в Аргентині також було ухвалено закон, за яким одностатеві пари здобули право вимагати пенсію за свого померлого партнера.

### Судові процеси за право на шлюб
13 листопада 2009 року муніципальний суд Буенос-Айреса видав дозвіл на укладення шлюбу гомосексуальній парі — Хосе Марії ді Бельйо (ісп. Jose Maria Di Bello) та Алексу Фрейре (ісп. Alex Freyre), незважаючи на державну політику Аргентини, що визначала шлюб як союз чоловіка й жінки. Весілля було заплановано на 1 грудня 2009 року, однак федеральний суд тимчасово заблокував рішення муніципального судді Буенос-Айреса та призупинив підготовку весільних заходів. Почалась ціла серія судових процесів. 28 грудня пара, однак, все ж змогла укласти шлюб у місті Ушуая (столиця провінції Вогняна земля).
У березні та квітні 2010 року судового дозволу на укладення шлюбу домоглись ще дві одностатеві пари — Деміан Бернат (ісп. Damian Bernath) і Хорхе Салазар (ісп. Jorge Salazar), а також Норма Кастильйо (ісп. Norma Castillo) і Рамона Аревало (ісп. Ramona Arevalo). При цьому за два тижні шлюб Берната і Салазара було скасовнано рішенням федерального суду.
До липня 2010 року в Аргентині було укладено вже 8 одностатевих шлюбів. У кожному з восьми випадків дозвіл на шлюб було отримано в судовому порядку, спираючись на те, що в конституції Аргентини не міститься однозначних вказівок на те, що шлюб — це винятково союз чоловіка й жінки. До того часу в Сенаті вже розглядався законопроєкт щодо одностатевих шлюбів.

### Розробка та ухвала закону
Законопроєкт було схвалено Палатою депутатів 5 травня 2010 року й Сенатом 15 липня 2010 року. Представники місцевої Римо-католицької церкви зажадали від Сенату провести у країні референдум з питання одностатевих шлюбів. Однак, запит було відхилено Сенатом.
Президент Крістіна Фернандес де Кіршнер підписала законопроєкт 21 липня 2010 року. Таким чином, Аргентина стала першою латиноамериканською та десятою у світі країною, що легалізувала одностатеві шлюби.
Після прийняття закону про одностатеві шлюби консервативна група «Федеральна родинна мережа» почала збирати підписи з вимогами щодо його скасування. Координатор мережі Хуан Пабло Берардуччі (ісп. Juan Pablo Berarducci) мав намір зібрати 500 тисяч підписів до липня 2011 року.

### Позиція церкви
Напередодні голосування в конгресі кардинал Хорхе Бергольйо, архієпископ Буенос-Айреса, назвав законопроєкт «руйнівною атакою на Божественний задум» й зібрав 60 000 маніфестантів на знак протесту. Суперечки з питання про шлюбне рівноправ'я виявили прірву між церковними лідерами та більшістю населення. Попри те що Аргентина католицька країна, лише 22 % населення регулярно відвідує меси.
Так, президент Аргентини Кіршнер заявила:
|  | Отці церкви подають це як наступ на мораль та релігію й загрозу природному стану речей, натомість ми маємо справу з реальністю такою як вона є. Позбавити меншини їхніх прав було би порушенням демократії |

.

## Статистика
Перший одностатевий шлюб після прийняття закону було укладено 13 серпня 2010 року. Першим офіційним одностатевим подружжям мали стати 60-річний актор Ернесто Родрігес Ларресе (ісп. Ernesto Rodriguez Larrese) та його 61-річний партнер Алехандро Ванеллі (ісп. Alejandro Vanelli). Однак, як з'ясувалось згодом, першою одностатевою парою, що скористалась новим законом, стали 54-річний Хуан Карлос Наварро (ісп. Juan Carlos Navarro) і 65-річний Мігель Анхель Калефато (ісп. Miguel Angel Calefato), які уклали шлюб двома годинами раніше у провінційному містечку Сантьяго-дель-Естеро.
Упродовж першого місяця чинності закону до шлюбу стали 72 пари чоловіків і 31 жіноча пара; окрім того, на розгляді знаходиться як мінімум 300 заяв від одностатевих пар, що бажають всиновити дитину. Середній вік чоловіків, які уклали шлюб, становить 57 років, майже всі ці пари прожили разом по 10 і більше років.
За перший рік легалізації одностатевих шлюбів (з липня 2010 року до липня 2011 року) своїм правом на шлюбний союз скористалось 2 697 одностатевих пар, із них 60 % — чоловічих та 40 % — жіночих. Одностатеві шлюби були укладені у всіх без винятку аргентинських провінціях.
Перше розлучення було зафіксовано у червні 2011 року.